# Vụ ám sát Erkut Akbay
Vụ ám sát Erkut Akbay nhà ngoại giao Thổ Nhĩ Kỳ được thực hiện ở Lisbon vào ngày 7 tháng 6 năm 1982. Khi ông trở về nhà ăn trưa, Akbay, lúc đó 40 tuổi, bị giết khi đang ngồi trong xe. Ngồi bên cạnh là vợ anh, Nadide Akbay, 39 tuổi, bị bắn vào đầu và bị hôn me ngay sau đó. Nadide được đưa đến bệnh viện ngưng mà qua đời sau tám tháng hôn mê vào ngày 11 tháng 1 năm 1983 tại bệnh viện Ankara.
Một nhóm tự xưng là Justice Commandos of the Armenian Genocide đã lên tiếng nhận trách nhiệm.